# Виторио Венето
Вито̀рио Вѐнето (на италиански: Vittorio Veneto; на венециански: Vitorio, Виторио) е град и община в Северна Италия, провинция Тревизо, регион Венето. Разположен е на 138 m надморска височина. Населението на общината е 28 408 души (към 2014 г.).
Близо до този град в есента на 1918 г. се води битката при Виторио Венето, с която завършва Първата световна война на италианския фронт с победата на италианците срещу Австро-Унгария.